# الأنبا أبراهام
أبراهام (القس إسحق عزمي بولس سابقًا) يعمل أسقفًا مساعدًا لدياكونيا (أي الخدمات الاجتماعية) في أبرشية الأقباط الأرثوذكس في لوس أنجلوس وجنوب كاليفورنيا وهاواي. وهو أيضًا نائب رئيس لجنة العلاقات المسكونية في المجمع المقدس للكنيسة القبطية الأرثوذكسية .

## النشأة وخدمته
حصل على بكالوريوس الآداب في التجارة والمحاسبة عام 1987 من جامعة عين شمس بالقاهرة. بعد تخرجه، أصبح خادمًا مكرسًا في أسقفية الخدمات العامة والمسكونية والاجتماعية في فبراير من عام 1988. خلال هذه الفترة، خدم أيضًا في كنيسة القديسة مريم مسرة، شبرا. في عام 1997 رُسم شماساً مكرساً.

## دير (بيت اخوة) القديس بولس
في 31 مايو 2001 رسمه البابا شنودة الثالث والمطران سرابيون قسا متبتل باسم القس إسحق عزمي بولس، للخدمة في دير (بيت اخوة) القديس بولس في لوس أنجلوس، كاليفورنيا. كان أول قس متبتل لدير (بيت اخوة) القديس بولس.
في 14 مارس 2016 ، تم ترقيته إلى درجة القمصية بيد المطران سرابيون. في 8 مايو 2016 ، كرس راهبا بيد الانبا صرابامون (en) في دير الانبا انطونيوس بكاليفورنيا.

## الأسقفية
في 12 يونيو 2016 ، كرسه البابا تواضروس الثاني أسقفًا مساعدًا باسم المطران أبراهام لمساعدة المطران سرابيون والخدمة في أبرشية لوس أنجلوس وجنوب كاليفورنيا وهاواي. 

## الاساقفة في أبرشية لوس أنجلوس
- الأنبا سرابيون مطران لوس أنجيلوس وجنوب كاليفورنيا وهاواي
- الأنبا كيرلس الأسقف العام للتعليم المسيحي لأبرشية لوس أنجلوس وجنوب كاليفورنيا وهاواي
- الأنبا أبراهام الأسقف العام للدياكونيا (الخدمات الاجتماعية) في أبرشية لوس أنجلوس وجنوب كاليفورنيا وهاواي
- الأنبا سوريال الأسقف المساعد في أبرشية لوس أنجلوس وجنوب كاليفورنيا وهاواي